# Sofia Cristina di Anhalt-Bernburg-Schaumburg-Hoym

Stemma di Schwarzburg-Sondershausen

Sofia Cristina Eberardina di Anhalt-Bernburg-Schaumburg-Hoym (Zeitz, 6 febbraio 1710 – Neustadt an der Orla, 26 ottobre 1784) fu una nobile dell'Anhalt-Bernburg-Schaumburg-Hoym e principessa di Schwarzburg-Sondershausen.

## Biografia
Era figlia di Lebrecht di Anhalt-Zeitz-Hoym, principe di Anhalt-Bernburg-Schaumburg-Hoym, e della seconda moglie Ederardina di Weede.
Venne data in moglie a Cristiano di Schwarzburg-Sondershausen, l'ultimo dei quindici figli del conte Cristiano Guglielmo di Schwarzburg-Sondershausen; il matrimonio venne celebrato a Sondershausen il 10 novembre 1728 e rappresentò l'unione tra le dinastie Schwarzburg e Ascania. Cristiano inoltre era imparentato con i Wettin dato che sua madre era Guglielmina Cristiana di Sassonia-Weimar figlia di Giovanni Ernesto I di Sassonia-Weimar.
Sofia diede alla luce cinque figli:
- Güntherina Albertina (Sondershausen, 10 dicembre 1729-Neustadt, 25 marzo 1794);
- Cristiana Elisabetta Rudolfina (Sondershausen, 9 gennaio 1731-Dagstuhl, 24 giugno 1771), che sposò il conte Giuseppe Antonio di Öttingen-Baldern;
- Günther XLIV (Sondershausen, 24 marzo 1732-Sondershausen, 17 gennaio 1733);
- Federico Günther (Sondershausen, 3 giugno 1733-Sondershausen, 10 febbraio 1734);
- Giuseppina Eberardina (Sondershausen, 2 marzo 1737-Micherstadt, 27 luglio 1788), che sposò il conte Giorgio Alberto III di Erbach-Fürstenau.

Solo le tre figlie femmine riuscirono a raggiungere l'età adulta.

## Ascendenza
|                                                      |                      |                                                   | Genitori                                 |  |  | Nonni |  |  | Bisnonni                         |  |  | Trisnonni                       |  |
|                                                      |                      |                                                   |                                          |  |  |       |  |  | Christian II von Anhalt-Bernburg |  |  | Christian I von Anhalt-Bernburg |  |
|                                                      |                      |                                                   |                                          |  |  |       |  |  | Christian II von Anhalt-Bernburg |  |  | Christian I von Anhalt-Bernburg |  |
|                                                      |                      | Anna von Bentheim-Tecklenburg                     |                                          |  |  |       |  |  | Christian II von Anhalt-Bernburg |  |  |                                 |  |
| Viktor Amadeus von Anhalt-Bernburg                   |                      |                                                   |                                          |  |  |       |  |  | Christian II von Anhalt-Bernburg |  |  |                                 |  |
|                                                      |                      | Eleonora Sophia von Schleswig-Holstein-Sonderburg | Johann von Schleswig-Holstein-Sonderburg |  |  |       |  |  |                                  |  |  |                                 |  |
|                                                      |                      | Eleonora Sophia von Schleswig-Holstein-Sonderburg | Johann von Schleswig-Holstein-Sonderburg |  |  |       |  |  |                                  |  |  |                                 |  |
|                                                      |                      | Eleonora Sophia von Schleswig-Holstein-Sonderburg | Agnes Hedwig von Anhalt                  |  |  |       |  |  |                                  |  |  |                                 |  |
| Lebrecht von Anhalt-Zeitz-Hoym                       |                      | Eleonora Sophia von Schleswig-Holstein-Sonderburg |                                          |  |  |       |  |  |                                  |  |  |                                 |  |
|                                                      |                      | Friedrich von Pfalz-Zweibrücken-Veldenz           | Johann II von Pfalz-Zweibrücken-Veldenz  |  |  |       |  |  |                                  |  |  |                                 |  |
|                                                      |                      | Friedrich von Pfalz-Zweibrücken-Veldenz           | Johann II von Pfalz-Zweibrücken-Veldenz  |  |  |       |  |  |                                  |  |  |                                 |  |
|                                                      |                      | Friedrich von Pfalz-Zweibrücken-Veldenz           | Luise Juliane von der Pfalz-Simmern      |  |  |       |  |  |                                  |  |  |                                 |  |
| Elisabeth von Pfalz-Zweibrücken-Veldenz              |                      | Friedrich von Pfalz-Zweibrücken-Veldenz           |                                          |  |  |       |  |  |                                  |  |  |                                 |  |
|                                                      |                      | Anna Juliane von Nassau-Saarbrücken               | Wilhelm Ludwig von Nassau-Saarbrücken    |  |  |       |  |  |                                  |  |  |                                 |  |
|                                                      |                      | Anna Juliane von Nassau-Saarbrücken               | Wilhelm Ludwig von Nassau-Saarbrücken    |  |  |       |  |  |                                  |  |  |                                 |  |
|                                                      |                      | Anna Juliane von Nassau-Saarbrücken               | Anna Amalie von Baden-Durlach            |  |  |       |  |  |                                  |  |  |                                 |  |
| Sophie Christine von Anhalt-Bernburg-Schaumburg-Hoym |                      | Anna Juliane von Nassau-Saarbrücken               |                                          |  |  |       |  |  |                                  |  |  |                                 |  |
|                                                      | Johan Heer van Weede | Evert Bosch van Weede                             |                                          |  |  |       |  |  |                                  |  |  |                                 |  |
|                                                      | Johan Heer van Weede | Evert Bosch van Weede                             |                                          |  |  |       |  |  |                                  |  |  |                                 |  |
|                                                      | Johan Heer van Weede | Cornelia Peunis                                   |                                          |  |  |       |  |  |                                  |  |  |                                 |  |
| George Johan Baron van Weede                         | Johan Heer van Weede |                                                   |                                          |  |  |       |  |  |                                  |  |  |                                 |  |
|                                                      |                      | Catharina de Cuyper                               | Jorijs de Cuyper                         |  |  |       |  |  |                                  |  |  |                                 |  |
|                                                      |                      | Catharina de Cuyper                               | Jorijs de Cuyper                         |  |  |       |  |  |                                  |  |  |                                 |  |
|                                                      |                      | Catharina de Cuyper                               | Marytje van Blommesteyn                  |  |  |       |  |  |                                  |  |  |                                 |  |
| Everdina Jacoba Wilhelmina van Weede                 |                      | Catharina de Cuyper                               |                                          |  |  |       |  |  |                                  |  |  |                                 |  |
|                                                      |                      | Reinier van Raesveld                              | Goswin von Raesfeld                      |  |  |       |  |  |                                  |  |  |                                 |  |
|                                                      |                      | Reinier van Raesveld                              | Goswin von Raesfeld                      |  |  |       |  |  |                                  |  |  |                                 |  |
|                                                      |                      | Reinier van Raesveld                              | Ursula von Middachten                    |  |  |       |  |  |                                  |  |  |                                 |  |
| Agnes Margaretha van Raesveld                        |                      | Reinier van Raesveld                              |                                          |  |  |       |  |  |                                  |  |  |                                 |  |
|                                                      |                      | Margaretha van Leefdael                           | Jacob van Leefdae                        |  |  |       |  |  |                                  |  |  |                                 |  |
|                                                      |                      | Margaretha van Leefdael                           | Jacob van Leefdae                        |  |  |       |  |  |                                  |  |  |                                 |  |
|                                                      |                      | Margaretha van Leefdael                           | Agnes van Westerholt                     |  |  |       |  |  |                                  |  |  |                                 |  |
|                                                      |                      | Margaretha van Leefdael                           |                                          |  |  |       |  |  |                                  |  |  |                                 |  |